# Geometra smaragdus
Geometra smaragdus là một loài bướm đêm trong họ Geometridae.